# Magwengiella obtusa
Magwengiella obtusa là một loài tò vò trong họ Ichneumonidae.